# Carmo do Rio Verde
Carmo do Rio Verde é um município brasileiro do estado de Goiás. Situado na região do Vale do São Patrício, sua população segundo estimativa do IBGE em 2007 é de 12.587 habitantes. É um município que vem se destacando regionalmente, devido às indústrias têxtil e sucroalcooleira. A cidade tornou-se nacionalmente conhecida em 1985, após o assassinato do sindicalista Nativo da Natividade de Oliveira, morto após entrar em conflito com os interesses da indústria sucroalcooleira.

## Política
Em 2013, o prefeito Delson José Santos (PSDB) foi preso durante o exercício do mandato, na Operação Tarja Preta, acusado de pertencer a uma quadrilha que superfaturava a compra de remédios do município.

## Geografia
O município está sobre uma altitude que varia de 557 à 630 metros. A vegetação cerrado é o que predomina com algumas zonas de transição.

## Filha ilustre
- Tânia Gomide